# Eutomopepla uniformis
Eutomopepla uniformis là một loài bướm đêm trong họ Geometridae.